# 肖尔巴格乡
肖尔巴格乡，是中华人民共和国新疆维吾尔自治区和田地區和田市下辖的一个建制镇。1998年，肖尔巴格乡农场和拉斯奎镇农场划出，成立阿克恰勒管理区（2010年成立阿克恰勒乡）。

## 行政区划
肖尔巴格乡下辖以下地区：
库木巴格村、肖尔巴格村、托万肖尔巴格村、阿克塔什村、英巴格村、铁热克吾斯塘村、阿依丁库勒村、合尼村、尕宗村、阿克兰干村、巴什铁热克村、其迪尔村、巴什阿曲村、阿亚格阿曲村、阿尔勒村和热依木巴格村。